# رمية تماس

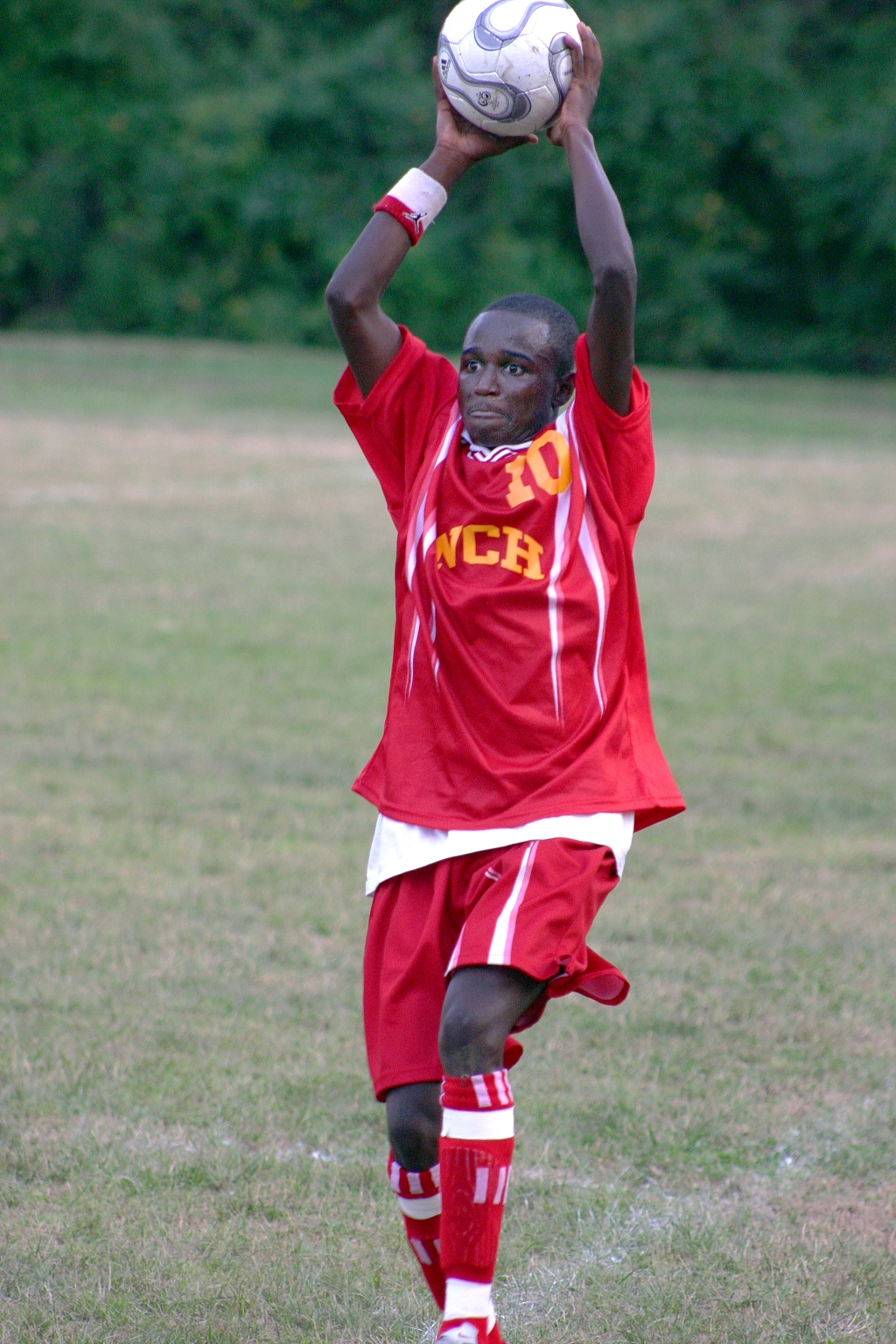
لاعب كرة قدم ينفذ رمية التماس

رمية التَّمَاسّ تحدث عندما تغادر الكرة أرضية الملعب من احد طرفيه سواء على الارض او الهواء.و تُمنح إلى منافس الاعب اذا لمسها اخر مرة قبل اجتيازها خط التماس.يجب على اللعب المنفذ لرمية التماس الالتزام بإجراءات معينة و هي:
1-أن يستخدم كلتا يديه
2-ان يرمي الكرة من خلف رأسه او فوقه
3-لا يستطيع منفذ رمية التماس ان يلمس الكرة مرة اخرى حتى تلمس احد اللاعبين 
4-يجب على كل اللاعبين ماعدا منفذ رمية التماس الابتعاد مسافة لا تقل عن 2m(مترين) من نقطة تنفيذ الرمية